# Maneo Mohale
Maneo Refiloe Mohale, född 1992 i Benoni, Sydafrika, är en sydafrikansk poet, journalist, redaktör och HBTQI-aktivist.

## Biografi
Mohale tog sin kandidatexamen i historia och internationella relationer vid University of British Columbia i Vancouver, Kanada. Under sin studietid grundade hen studenttidningen The Talon med syftet att "starta nya konversationer, kräva en plats vid bordet och expandera vad som är möjligt vid UBC". 2016 fick hen Bitch medias Global Feminism Writing Fellowship. Mohales texter har publicerats i bland annat New York Times och Mail & guardian.
2019 kom Mohales debutbok Everything is a deathly flower ut. Boken är en diktsamling som skildrar upplevelsen av och rekonstruktionen efter sexuellt våld. Boken är nominerad till 2020 års Ingrid Jonker Prize. Mohales texer skildrar bland annat frågor som rör sexualitet, queerhet, rättighetsfrågor, ras, språk och historia. Hen deltog med en text i antologin They called me queer som skildrar sydafrikanska queera berättelser.
Hen bor idag i Johannesburg och arbetar där som redaktör och skribent.
I september 2020 deltar Mohale på Bokmässan i Göteborg.